# Публічне електроенергетичне підприємство (Греція)
Публічне електроенергетичне підприємство (грец. Δημόσια Επιχείρηση Ηλεκτρισμού або ΔΕΗ, англ. Public Power Corporation SA або DEI S.A.) — найбільше електроенергетичне підприємство Греції.

## Історія
Уряд Греції заснував ΔΕΗ у 1950 році з метою формування та реалізації національної енергетичної політики з постачання дешевої електроенергії всім громадянам Греції з використанням вітчизняної продукції та ресурсів. ΔΕΗ розпочало об'єднання всіх малих місцевих мереж у національну інтегровану мережу. Крім того, підприємство вирішило придбати всі невеликі приватні та місцеві об'єкти з виробництва електроенергії.
До групи ΔΕΗ входять 3 дочірніх підприємства: власне ΔΕΗ, Оператор мереж розподілу електроенергії Греції (HEDNO або DEDDIE) та PPC RENEWABLES SA. Утім, не зважаючи на те, що HEDNO SA належить ΔΕΗ, HEDNO SA діє незалежно відповідно до L.4001/2011 та відповідно до Директиви 2009/72/ЄС щодо організації ринку електроенергії.

## Акціонери
Його контролює уряд Греції, якому опосередковано належить більшість випущених акцій (51,12 %).
Протягом останніх п'яти років статутний капітал підприємства не змінювали. Акції підприємства торгують в категорії «Large Cap» на Афінській фондовій біржі, тоді як на Лондонській фондовій біржі вони представлені глобальними депозитарними розписками (англ. GDR).
Склад акціонерів підприємства станом на 7 вересня 2018 року був таким:
| Акціонери                                                                                  | Процент  |
| ------------------------------------------------------------------------------------------ | -------- |
| Hellenic Corporation SA з питань активів та участі SA (HCAP), що належить грецькій державі | 34,12 %  |
| Фонд розвитку республіки Грецької Республіки (HRADF)                                       | 17,00 %  |
| Єдиний фонд соціального страхування EFKA (державна організація)                            | 3,93 %   |
| Інституційні інвестори та широка громадськість                                             | 44,95 %  |
| Всього                                                                                     | 100,00 % |

## Економіка
У 2001 році ΔΕΗ здійснило розміщення акцій на Афінській фондовій біржі, а отже, більше не належить уряду, який продовжує контролювати ΔΕΗ з 51,1 % акцій. [джерело?]
У червні 2011 року уряд Греції оголосив, що продасть 17 % своєї частки акцій ΔΕΗ, щоб відповідати умовам кредитного пакету ЄС / ЄЦБ / МВФ. Працівники ΔΕΗ відреагували обмеженим відключенням електроенергії у вибраних містах по всій Греції. Однак цей план наразі перебуває під загрозою, оскільки уряд Ципраса ухвалив рішення призупинити приватизацію ΔΕΗ як один із перших заходів забезпечення жорсткої економії.

## Відновлювальна енергія
У 1982 році ΔΕΗ розробило першу в світі вітроелектростанцію, об'єднану з сонячною електростанцією для постачання електроенергії в ізольовану енергосистему острова Китнос.
ΔΕΗ зобов’язалося купувати енергію з відновлюваних джерел у незалежних виробників за п'ятикратним тарифом продажу до 2034 року.[джерело?]
Законопроєкти, подані на розгляд Парламенту в 2013-14 рр., передбачали, що ΔΕΗ відповідатиме за збір податку на нерухомість, що було однією із вимог ЄС / МВФ / ЄЦБ щодо фінансової підтримки економіки. [джерело?]

## Електростанції
Основу для енергетичної та фінансової діяльності країни складають промислові активи ΔΕΗ, які включають 34 великих теплові електростанції та гідроелектростанції та 3 вітрових електростанції єдиної енергосистеми материка, а також 60 автономних електростанцій, розташованих на острові Крит, Родос й інших грецьких островах (33 термальні, 2 ГЕС, 18 вітро- і 5 фотоелектричних парків).  [джерело?]
Загальна встановлена потужність 97 електростанцій ΔΕΗ наразі становить 12 760 МВт при виробництві 53,9 ТВт⋅год у 2007 році.  [джерело?]

## Вуглецевий слід
| Рік      | Виробництво, ТВт⋅год | Викиди, Гт CO2 | кг CO2 / МВт·год |
| -------- | -------------------- | -------------- | ---------------- |
| 2002 рік | 49                   | 51.35          | 1050             |
| 2003 рік | 52                   | 52.41          | 1004             |
| 2004 рік | 53                   | 53.29          | 1015             |
| 2005 рік | 53                   | 52.59          | 994              |
| 2006 рік | 52                   | 50.48          | 969              |
| 2007 рік | 54                   | 53.04          | 984              |
| 2008 рік | 52                   | 52.2           | 996              |
| 2009 рік | 50                   | 49.7           | 992              |

## Видобувні райони
ΔΕΗ має ділянки видобутку, прилеглі до багатьох її електростанцій. Деякі з цих електростанцій виробляють електроенергію та енергію з бурого вугілля, а інші електростанції використовують кам'яне вугілля. Найбільші райони видобутку розташовані між Козані та Птолемаїдою, навколо Амінтайо у номі Флорина та навколо Мегалополіса.[джерело?]